# Knut Åkerberg
Frans Evert Knut Åkerberg, född 6 juni 1853 i Vaxholm, död 11 mars 1924 i Göteborg (kyrkobokförd i Sventorps församling), var en svensk godsägare och riksdagspolitiker (protektionist).

## Biografi
Åkerberg arrenderade 1881-1900 godset Knistad i Sventorps församling i Skaraborgs län, och tog därefter över godset som dess ägare. Han blev 1890 föreståndare för statens mejeristation vid Knistad. Som riksdagsman var han ledamot av första kammaren 1899-1910 för Skaraborgs läns valkrets.